# 葛溪乡
葛溪乡，是中华人民共和国江西省上饶市弋阳县下辖的一个乡镇级行政单位。

## 行政区划
葛溪乡下辖以下地区：
王家村、湖西村、马鞍村、李畈村、过港村、港渡村、田东村、葛溪村和雷兰村。